# Antonio Cabrini
Antonio Cabrini (Cremona, 8 ottobre 1957) è un ex calciatore e allenatore di calcio italiano, di ruolo difensore. Con la nazionale italiana si è laureato campione del mondo nel 1982.
Ritenuto uno dei primi terzini moderni, nonché uno dei maggiori interpreti del ruolo a livello mondiale, legò il proprio nome principalmente alla Juventus, squadra nella quale militò per tredici stagioni a cavallo degli anni 70 e 80 del XX secolo, e di cui fu capitano dal 1988 al 1989. Insieme al portiere Dino Zoff, al libero Gaetano Scirea e all'altro terzino Claudio Gentile, compagni di squadra e di nazionale, Cabrini formò una delle migliori linee difensive della storia del calcio.
Con i bianconeri ha totalizzato 440 partite e 52 reti, vincendo sei scudetti, due Coppe Italia e tutte le maggiori competizioni UEFA per club: primo giocatore (assieme al già citato Scirea) a raggiungere tale traguardo. In nazionale ha disputato 73 gare realizzando 9 gol, che lo rendono il difensore più prolifico nella storia degli Azzurri.
Più volte candidato al Pallone d'oro, si classificò 13º nel 1978.
Nel 2022 è stato introdotto nella Hall of Fame del calcio italiano.

## Biografia
È nato a Cremona da Vittorio, gestore di un'azienda agricola, e Graziella, casalinga. A causa delle esigenze lavorative del padre, che lo dirottano nella cascina Mancapane poco fuori Cremona, fin dall'infanzia Antonio si è trasferito con la famiglia, di cui fa parte anche il fratello maggiore Ettore, nella località di Casalbuttano dov'è poi cresciuto.
È stato soprannominato Bell'Antonio e Fidanzato d'Italia in virtù della grande popolarità di cui godeva presso il pubblico femminile.
Si è cimentato saltuariamente come scrittore, pubblicando l'autobiografia Io, Antonio (1988), il thriller Ricatto perfetto (2008) e i saggi sportivi Non aver paura di tirare un calcio di rigore (2014) e Ti racconto i campioni della Juventus (2021); ha inoltre curato la postfazione di Quella notte all'Heysel di Emilio Targia (2015).
Il 15 settembre 2008 ha partecipato come concorrente alla sesta edizione del programma televisivo L'isola dei famosi, ritirandosi tuttavia dopo tre settimane a causa di un'ernia. Sempre in televisione, nel 2010 è stato telecronista per Dahlia TV mentre nella stagione 2017-2018 è stato ospite fisso di Che tempo che fa.
Nell'estate 2009 è entrato a far parte dell'Italia dei Valori, movimento politico guidato da Antonio Di Pietro, divenendone responsabile dello sport per il Lazio.
È stato ambassador per Expo Milano 2015.
Ha fatto un cameo in Ritorno al crimine, film del 2021.

## Caratteristiche tecniche

### Giocatore

Cabrini (a sinistra) ferma in scivolata il madridista Míchel in una sfida di Coppa dei Campioni 1986-1987

Nato come ala sinistra, durante la militanza nelle giovanili della Cremonese il tecnico Nolli – «È stato il mio vero scopritore, lui mi ha creato come giocatore» – lo arretrò con successo in difesa: «quel giorno fu chiaro che il calcio cremonese aveva perso una discreta ala e guadagnato un promettente terzino sinistro», ricorderà Carlo Felice Chiesa.
Dai suoi precedenti trascorsi sulla fascia ereditò caratteristiche come «potenza e velocità» attraverso le quali reinventò il ruolo, emergendo come un «terzino-attaccante» dal rendimento costante e molto prolifico sottorete grazie a frequenti sganciamenti in avanti, dove mise a frutto la sua notevole elevazione e il suo tiro da lontano, nonché a una buona tecnica che lo rese un valido esecutore di punizioni e rigori.
Abile anche in fase difensiva, è riconosciuto tra i migliori terzini al mondo della sua generazione.

## Carriera

### Giocatore

#### Club

##### Gli inizi a Cremona e Bergamo

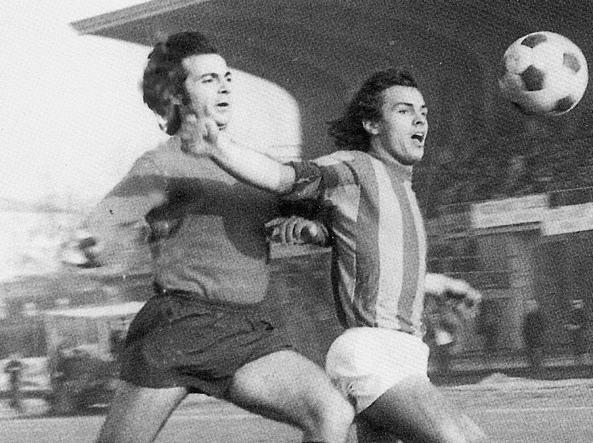
Cabrini (a destra) agli esordi con la Cremonese nella prima metà degli anni 70

Dopo i primi calci nel San Giorgio, squadra di Casalbuttano, entrò e crebbe nel settore giovanile della Cremonese. Esordì sedicenne nella prima squadra grigiorossa, agli ordini di Battista Rota, collezionando 3 presenze nel campionato di Serie C 1973-1974 in cui debuttò il 17 marzo 1974, sul campo dell'Empoli; nonostante la giovane età, s'impose titolare nella stagione seguente.
Rimase a Cremona per un biennio, prima di passare nel 1975 all'Atalanta, club che lo aveva nel frattempo acquistato in compartecipazione con la Juventus. Nell'unica annata trascorsa a Bergamo disputò un positivo campionato di Serie B, con 35 presenze e un gol, al termine del quale venne riscattato dal club torinese.

##### I successi alla Juventus

Cabrini (a destra) esce dal campo con Gentile, coppia di terzini della Juventus e della nazionale tra gli anni 70 e 80.

Arrivò alla Juventus, allenata da Giovanni Trapattoni, nella stagione 1976-1977. Con la maglia bianconera debuttò il 13 febbraio 1977, all'età di diciannove anni, nella gara casalinga contro la Lazio terminata con la vittoria piemontese per 2-0. Nella sua prima stagione a Torino collezionò 7 presenze e una rete in Serie A, vincendo da comprimario il suo primo scudetto, e due presenze in Coppa UEFA, che gli valsero anche il suo primo successo internazionale nonché il primo alloro confederale nella storia del club.
Bissò il successo tricolore nell'annata seguente: partito da rincalzo, sul finire del campionato venne promosso titolare dall'allenatore Giovanni Trapattoni, affermandosi come «rivelazione» del torneo e divenendo in breve tra gli inamovibili della squadra juventina per il decennio a venire – con una sola flessione all'inizio del campionato 1978-1979 quando, all'indomani del mundial argentino, quasi stordito dall'improvvisa fama, fornì una serie di prestazioni sottotono, per effetto delle quali sia Trapattoni in bianconero, sia Enzo Bearzot in azzurro, lo rispedirono temporaneamente in panchina.
Presto ritrovata la titolarità, dopo la Coppa Italia vinta nel 1979 arrivarono per Cabrini altri due scudetti con la Vecchia Signora, nei campionati 1980-1981 e 1981-1982. In questi due campionati il terzino mostrò sempre maggior confidenza con la rete, realizzando 12 gol complessivi.

Cabrini (a destra) in maglia juventina nel campionato di Serie A 1985-1986, a colloquio con il tecnico Trapattoni.

Negli anni seguenti conquistò con la maglia della Juventus, oltre ad altri due scudetti che portarono a sei il suo bottino personale, la seconda Coppa Italia nel 1983, la Coppa delle Coppe nel 1984 e, l'anno successivo, Supercoppa UEFA e Coppa dei Campioni, divenendo così, con alcuni compagni di squadra, uno dei primi giocatori a vincere le tre maggiori coppe europee (già nella 1977 aveva sollevato la Coppa UEFA); nello stesso anno arrivò inoltre a conquistare tutte le competizioni internazionali per club grazie al trionfo nella Coppa Intercontinentale, divenendo il primo, assieme al compagno di squadra Gaetano Scirea, a raggiungere tale traguardo sportivo.

##### Gli ultimi anni a Torino, l'epilogo a Bologna
Cabrini continuò a giocare nella Juventus fino alla stagione 1988-1989, diventando in quest'ultima anche capitano dopo il ritiro di Scirea.

Cabrini (a destra) al Bologna nel 1990, alle prese con il cesenate Đukić.

L'avanzare dell'età, i primi problemi fisici, nonché divergenze tattiche con Dino Zoff circa un suo possibile impiego da mediano, ruolo ambito da Cabrini ma in cui l'ex compagno di squadra, nel frattempo divenuto allenatore bianconero, gli preferì il giovane Marocchi, lo indussero nell'estate seguente a lasciare Torino dopo tredici anni, 297 partite in Serie A e 33 reti, per accasarsi al Bologna.
In Emilia disputò altre due stagioni in massima serie, raggiungendo inoltre nel 1991 i quarti di finale della Coppa UEFA, prima di chiudere la carriera agonistica nello stesso anno.

#### Nazionale

##### Nazionali giovanili
In ambito giovanile, nella seconda metà degli anni 70 ha fatto parte delle nazionali Under-18 e Under-21 italiane, oltreché della nazionale militare e di quella cadetta.

##### Nazionale maggiore

###### 1978-1982

Un esordiente Cabrini (a destra) in nazionale al, in marcatura sull'argentino Bertoni.

Senza avere ancora esordito in nazionale A, e addirittura senza vantare un posto di rilievo nella sua squadra di club, sul promettente Cabrini scommise il commissario tecnico degli Azzurri Enzo Bearzot, il quale lo convocò per il campionato del mondo 1978 in Argentina, preferendolo al fin lì titolare Aldo Maldera. Fece il suo esordio il 2 giugno 1978, a vent'anni, nella partita Italia-Francia (2-1) disputata a Mar del Plata; conquistato il posto di titolare, giocò tutte le partite della rassegna iridata, chiusa dagli Azzurri al quarto posto, venendo inoltre premiato dalla FIFA come miglior giovane dell'edizione.
Il 20 settembre di quello stesso anno realizzò anche il suo primo gol in maglia azzurra, nella partita amichevole contro la Bulgaria (1-0) disputata a Torino. Dopo aver superato nel biennio 1978-1979 un breve periodo di appannamento all'indomani del mundial sudamericano, in cui rischiò di perdere il posto in azzurro – patendo la concorrenza del succitato Maldera, di Giuseppe Baresi oltreché di un Oriali non ancora dirottato a centrocampo –, tornò ben presto titolare inamovibile, partecipando al campionato d'Europa 1980 dove l'Italia, padrona di casa, si classificò ancora quarta.

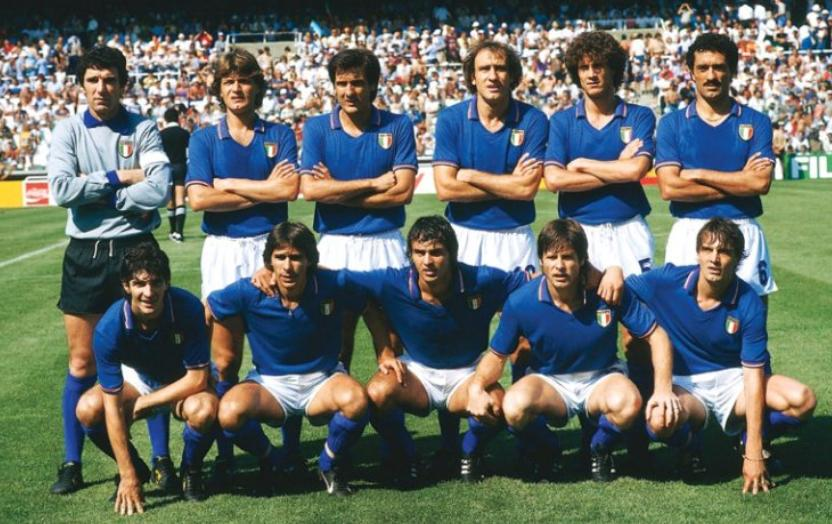
Cabrini (accosciato, al centro) nell'Italia campione del mondo a

Vinta la concorrenza di nuovi rivali nel frattempo emersi nella Serie A del tempo – Luciano Marangon ma soprattutto Nela – fu poi tra i protagonisti, giocando tutte le partite da titolare, del campionato del mondo 1982 in Spagna dove gli Azzurri conquistarono il loro terzo titolo mondiale. Nel secondo turno realizzò un gol nella partita vinta contro i campioni in carica dell'Argentina (2-1), mentre sbagliò un calcio di rigore nella finale di Madrid contro la Germania Ovest (3-1), quando il punteggio era ancora a reti bianche; rimane l'unico giocatore ad aver fallito un penalty in una finale di Coppa del mondo nei tempi regolamentari.

###### 1983-1987
Nella prima metà degli anni 80 continuò a far parte del gruppo storico della nazionale, senza tuttavia più raggiungere risultati di rilievo.
La fallita qualificazione al campionato d'Europa 1984 fu un primo campanello d'allarme circa il declino della generazione mundial, poi esploso al campionato del mondo 1986 in Messico, torneo al quale Cabrini prese parte con altri nove compagni già campioni del mondo. L'Italia fu eliminata negli ottavi di finale dalla Francia, e lo stesso Cabrini fu suo malgrado tra i meno brillanti della spedizione italiana.

Cabrini (in piedi, primo da destra) capitano azzurro nel 1986, in una gara di qualificazione al

Ciò nonostante, all'indomani della rassegna iridata nordamericana ereditò da Scirea la fascia di capitano della nazionale, e con l'avvio del nuovo ciclo di Azeglio Vicini fu inizialmente «tra i pochi vecchi a rimanere» nel giro azzurro; tuttavia di lì a breve, sia per sempre più frequenti problemi fisici, sia per una sopravvenuta concorrenza nel ruolo – nell'immediato con il più giovane De Agostini, ma soprattutto con l'astro nascente Paolo Maldini a cui lascerà di fatto il testimone – decise di svestire la maglia azzurra non accettando più convocazioni: «una scelta che fece scalpore, perché non erano ancora i tempi in cui ci si poteva chiamare fuori dalla causa azzurra: magari si faceva in modo di non farsi convocare [...], ma di certo nessuno aveva prima di lui mai annunciato l'addio all'Italia con un comunicato all'ANSA».
Disputò la sua ultima partita in nazionale il 17 ottobre 1987 a Berna, all'età di trent'anni, in una sfida contro la Svizzera valida per le qualificazioni al campionato d'Europa 1988. Con l'Italia totalizzò 73 presenze (10 delle quali da capitano) e 9 reti, record di marcature tra i difensori azzurri.

### Allenatore
Il 10 giugno 2000 ha iniziato a lavorare come allenatore, debuttando alla guida dell'Arezzo, in Serie C1. Il 20 giugno 2001 ha assunto la guida tecnica del Crotone, in Serie B, venendo esonerato il successivo 18 ottobre per via degli scarsi risultati. In seguito, dal febbraio al novembre del 2004 ha allenato il Pisa, mentre nella stagione 2005-2006 si è seduto sulla panchina del Novara, in entrambi i casi ancora in C1. Tra il 2007 e il 2008 è stato commissario tecnico della Siria, lasciando l'incarico dopo sei mesi a causa della scarsa programmazione della nazionale asiatica.
Il 14 maggio 2012 viene scelto come il CT della nazionale italiana femminile. Guida le Azzurre all'europeo 2013: l'Italia passa il primo turno assieme a Svezia e Danimarca, ma l'avventura termina ai quarti di finale contro la Germania. Nelle qualificazioni al mondiale di Canada 2015 termina il girone al secondo posto, alle spalle della Spagna, risultando poi tra le migliori seconde qualificate; alla semifinale play-off le italiane superano l'Ucraina, tuttavia nella finale che metteva in palio l'ultimo pass mondiale, escono sconfitte contro i Paesi Bassi.
Ancora sotto la guida di Cabrini, le Azzurre accedono alla fase finale dell'europeo 2017, chiudendo alle spalle della Svizzera il proprio gruppo qualificatorio. Nella fase finale, inserita in un "girone di ferro" con Germania, Svezia e Russia, le sconfitte contro russe e tedesche precludono ulteriori ambizioni alle italiane, che solo nell'ultima e ininfluente giornata ottengono la loro unica vittoria nella competizione, superando le scandinave. Al termine di tale match, Cabrini lascia la panchina dell'Italia femminile dopo cinque anni; gli subentra Milena Bertolini.

## Statistiche

### Presenze e reti nei club
| Stagione         | Squadra          | Campionato       | Campionato | Campionato | Coppe nazionali | Coppe nazionali | Coppe nazionali | Coppe continentali | Coppe continentali | Coppe continentali | Altre coppe | Altre coppe | Altre coppe | Totale | Totale |
| Stagione         | Squadra          | Comp             | Pres       | Reti       | Comp            | Pres            | Reti            | Comp               | Pres               | Reti               | Comp        | Pres        | Reti        | Pres   | Reti   |
| ---------------- | ---------------- | ---------------- | ---------- | ---------- | --------------- | --------------- | --------------- | ------------------ | ------------------ | ------------------ | ----------- | ----------- | ----------- | ------ | ------ |
| 1973-1974        | Cremonese        | C                | 3          | 0          | CI-S            | ?               | ?               | -                  | -                  | -                  | -           | -           | -           | 3+     | 0+     |
| 1974-1975        | Cremonese        | C                | 26         | 2          | CI-S            | ?               | ?               | -                  | -                  | -                  | -           | -           | -           | 26+    | 2+     |
| Totale Cremonese | Totale Cremonese | Totale Cremonese | 29         | 2          |                 | ?+              | ?+              |                    | -                  | -                  |             | -           | -           | 29+    | 2+     |
| 1975-1976        | Atalanta         | B                | 35         | 1          | CI              | 4               | 0               | -                  | -                  | -                  | -           | -           | -           | 39     | 1      |
| 1976-1977        | Juventus         | A                | 7          | 1          | CI              | 0               | 0               | CU                 | 2                  | 0                  | -           | -           | -           | 9      | 1      |
| 1977-1978        | Juventus         | A                | 15         | 0          | CI              | 2               | 0               | CC                 | 8                  | 0                  | -           | -           | -           | 25     | 0      |
| 1978-1979        | Juventus         | A                | 21         | 2          | CI              | 9               | 1               | CC                 | 2                  | 0                  | -           | -           | -           | 32     | 3      |
| 1979-1980        | Juventus         | A                | 26         | 1          | CI              | 3               | 0               | CdC                | 7                  | 2                  | -           | -           | -           | 36     | 3      |
| 1980-1981        | Juventus         | A                | 28         | 7          | CI              | 8               | 3               | CU                 | 2                  | 1                  | TC          | 2           | 0           | 40     | 11     |
| 1981-1982        | Juventus         | A                | 29         | 5          | CI              | 4               | 0               | CC                 | 4                  | 0                  | -           | -           | -           | 37     | 5      |
| 1982-1983        | Juventus         | A                | 25         | 1          | CI              | 8               | 1               | CC                 | 8                  | 1                  | -           | -           | -           | 41     | 3      |
| 1983-1984        | Juventus         | A                | 29         | 5          | CI              | 6               | 2               | CdC                | 9                  | 1                  | -           | -           | -           | 44     | 8      |
| 1984-1985        | Juventus         | A                | 30         | 0          | CI              | 8               | 1               | CC                 | 9                  | 0                  | SU          | 1           | 0           | 48     | 1      |
| 1985-1986        | Juventus         | A                | 30         | 2          | CI              | 6               | 0               | CC                 | 6                  | 1                  | CInt+TE     | 1+0         | 0+0         | 43     | 3      |
| 1986-1987        | Juventus         | A                | 17         | 4          | CI              | 5               | 0               | CC                 | 3                  | 2                  | -           | -           | -           | 25     | 6      |
| 1987-1988        | Juventus         | A                | 25+1       | 3+0        | CI              | 9               | 0               | CU                 | 3                  | 2                  | -           | -           | -           | 38     | 5      |
| 1988-1989        | Juventus         | A                | 15         | 2          | CI              | 4               | 1               | CU                 | 5                  | 0                  | -           | -           | -           | 24     | 3      |
| Totale Juventus  | Totale Juventus  | Totale Juventus  | 297+1      | 33+0       |                 | 72              | 9               |                    | 68                 | 10                 |             | 4           | 0           | 442    | 52     |
| 1989-1990        | Bologna          | A                | 32         | 0          | CI              | 4               | 0               | -                  | -                  | -                  | -           | -           | -           | 36     | 0      |
| 1990-1991        | Bologna          | A                | 23         | 2          | CI              | 2               | 0               | CU                 | 5                  | 1                  | -           | -           | -           | 30     | 3      |
| Totale Bologna   | Totale Bologna   | Totale Bologna   | 55         | 2          |                 | 6               | 0               |                    | 5                  | 1                  |             | -           | -           | 66     | 3      |
| Totale carriera  | Totale carriera  | Totale carriera  | 417        | 38         |                 | 82+             | 9+              |                    | 73                 | 11                 |             | 4           | 0           | 576+   | 58+    |

### Cronologia presenze e reti in nazionale
| Cronologia completa delle presenze e delle reti in nazionale ― Italia | Cronologia completa delle presenze e delle reti in nazionale ― Italia | Cronologia completa delle presenze e delle reti in nazionale ― Italia | Cronologia completa delle presenze e delle reti in nazionale ― Italia | Cronologia completa delle presenze e delle reti in nazionale ― Italia | Cronologia completa delle presenze e delle reti in nazionale ― Italia | Cronologia completa delle presenze e delle reti in nazionale ― Italia | Cronologia completa delle presenze e delle reti in nazionale ― Italia |
| Data                                                                  | Città                                                                 | In casa                                                               | Risultato                                                             | Ospiti                                                                | Competizione                                                          | Reti                                                                  | Note                                                                  |
| --------------------------------------------------------------------- | --------------------------------------------------------------------- | --------------------------------------------------------------------- | --------------------------------------------------------------------- | --------------------------------------------------------------------- | --------------------------------------------------------------------- | --------------------------------------------------------------------- | --------------------------------------------------------------------- |
| 2-6-1978                                                              | Mar del Plata                                                         | Italia                                                                | 2 – 1                                                                 | Francia                                                               | Mondiali 1978 - 1º turno                                              | -                                                                     |                                                                       |
| 6-6-1978                                                              | Mar del Plata                                                         | Italia                                                                | 3 – 1                                                                 | Ungheria                                                              | Mondiali 1978 - 1º turno                                              | -                                                                     | 79’                                                                   |
| 10-6-1978                                                             | Buenos Aires                                                          | Italia                                                                | 1 – 0                                                                 | Argentina                                                             | Mondiali 1978 - 1º turno                                              | -                                                                     |                                                                       |
| 14-6-1978                                                             | Buenos Aires                                                          | Germania Ovest                                                        | 0 – 0                                                                 | Italia                                                                | Mondiali 1978 - 2º turno                                              | -                                                                     |                                                                       |
| 18-6-1978                                                             | Buenos Aires                                                          | Italia                                                                | 1 – 0                                                                 | Austria                                                               | Mondiali 1978 - 2º turno                                              | -                                                                     |                                                                       |
| 21-6-1978                                                             | Buenos Aires                                                          | Paesi Bassi                                                           | 2 – 1                                                                 | Italia                                                                | Mondiali 1978 - 2º turno                                              | -                                                                     |                                                                       |
| 24-6-1978                                                             | Buenos Aires                                                          | Brasile                                                               | 2 – 1                                                                 | Italia                                                                | Mondiali 1978 - Finale 3º posto                                       | -                                                                     | [ 39 ]                                                                |
| 20-9-1978                                                             | Torino                                                                | Italia                                                                | 1 – 0                                                                 | Bulgaria                                                              | Amichevole                                                            | 1                                                                     |                                                                       |
| 23-9-1978                                                             | Firenze                                                               | Italia                                                                | 1 – 0                                                                 | Turchia                                                               | Amichevole                                                            | -                                                                     | 82’                                                                   |
| 8-11-1978                                                             | Bratislava                                                            | Cecoslovacchia                                                        | 3 – 0                                                                 | Italia                                                                | Amichevole                                                            | -                                                                     |                                                                       |
| 21-12-1978                                                            | Roma                                                                  | Italia                                                                | 1 – 0                                                                 | Spagna                                                                | Amichevole                                                            | -                                                                     |                                                                       |
| 24-2-1979                                                             | Milano                                                                | Italia                                                                | 3 – 0                                                                 | Paesi Bassi                                                           | Amichevole                                                            | -                                                                     | 70’                                                                   |
| 26-5-1979                                                             | Roma                                                                  | Italia                                                                | 2 – 2                                                                 | Argentina                                                             | Amichevole                                                            | -                                                                     |                                                                       |
| 26-9-1979                                                             | Firenze                                                               | Italia                                                                | 1 – 0                                                                 | Svezia                                                                | Amichevole                                                            | -                                                                     |                                                                       |
| 16-2-1980                                                             | Napoli                                                                | Italia                                                                | 2 – 1                                                                 | Romania                                                               | Amichevole                                                            | -                                                                     |                                                                       |
| 15-3-1980                                                             | Milano                                                                | Italia                                                                | 1 – 0                                                                 | Uruguay                                                               | Amichevole                                                            | -                                                                     |                                                                       |
| 19-4-1980                                                             | Torino                                                                | Italia                                                                | 2 – 2                                                                 | Polonia                                                               | Amichevole                                                            | -                                                                     |                                                                       |
| 12-6-1980                                                             | Milano                                                                | Italia                                                                | 0 – 0                                                                 | Spagna                                                                | Euro 1980 - 1º turno                                                  | -                                                                     | 56’                                                                   |
| 21-6-1980                                                             | Napoli                                                                | Cecoslovacchia                                                        | 1 – 1 dts (9 – 8 dtr)                                                 | Italia                                                                | Euro 1980 - Finale 3º posto                                           | -                                                                     | [ 39 ]                                                                |
| 24-9-1980                                                             | Genova                                                                | Italia                                                                | 3 – 1                                                                 | Portogallo                                                            | Amichevole                                                            | -                                                                     |                                                                       |
| 1-11-1980                                                             | Roma                                                                  | Italia                                                                | 2 – 0                                                                 | Danimarca                                                             | Qual. Mondiali 1982                                                   | -                                                                     |                                                                       |
| 15-11-1980                                                            | Torino                                                                | Italia                                                                | 2 – 0                                                                 | Jugoslavia                                                            | Qual. Mondiali 1982                                                   | 1                                                                     |                                                                       |
| 6-12-1980                                                             | Atene                                                                 | Grecia                                                                | 0 – 2                                                                 | Italia                                                                | Qual. Mondiali 1982                                                   | -                                                                     |                                                                       |
| 3-1-1981                                                              | Montevideo                                                            | Uruguay                                                               | 2 – 0                                                                 | Italia                                                                | Mundialito - 1º turno                                                 | -                                                                     | 70’                                                                   |
| 25-2-1981                                                             | Roma                                                                  | Italia                                                                | 0 – 3                                                                 | Europa                                                                | Amichevole                                                            | -                                                                     |                                                                       |
| 19-4-1981                                                             | Udine                                                                 | Italia                                                                | 0 – 0                                                                 | Germania Est                                                          | Amichevole                                                            | -                                                                     |                                                                       |
| 3-6-1981                                                              | Copenaghen                                                            | Danimarca                                                             | 3 – 1                                                                 | Italia                                                                | Qual. Mondiali 1982                                                   | -                                                                     |                                                                       |
| 23-9-1981                                                             | Bologna                                                               | Italia                                                                | 3 – 2                                                                 | Bulgaria                                                              | Amichevole                                                            | -                                                                     |                                                                       |
| 17-10-1981                                                            | Belgrado                                                              | Jugoslavia                                                            | 1 – 1                                                                 | Italia                                                                | Qual. Mondiali 1982                                                   | -                                                                     |                                                                       |
| 14-11-1981                                                            | Torino                                                                | Italia                                                                | 1 – 1                                                                 | Grecia                                                                | Qual. Mondiali 1982                                                   | -                                                                     |                                                                       |
| 5-12-1981                                                             | Napoli                                                                | Italia                                                                | 1 – 0                                                                 | Lussemburgo                                                           | Qual. Euro 1984                                                       | -                                                                     |                                                                       |
| 23-2-1982                                                             | Parigi                                                                | Francia                                                               | 2 – 0                                                                 | Italia                                                                | Amichevole                                                            | -                                                                     |                                                                       |
| 28-5-1982                                                             | Ginevra                                                               | Svizzera                                                              | 1 – 1                                                                 | Italia                                                                | Amichevole                                                            | 1                                                                     |                                                                       |
| 14-6-1982                                                             | Vigo                                                                  | Italia                                                                | 0 – 0                                                                 | Polonia                                                               | Mondiali 1982 - 1º turno                                              | -                                                                     |                                                                       |
| 18-6-1982                                                             | Vigo                                                                  | Italia                                                                | 1 – 1                                                                 | Perù                                                                  | Mondiali 1982 - 1º turno                                              | -                                                                     |                                                                       |
| 23-6-1982                                                             | Vigo                                                                  | Italia                                                                | 1 – 1                                                                 | Camerun                                                               | Mondiali 1982 - 1º turno                                              | -                                                                     |                                                                       |
| 29-6-1982                                                             | Barcellona                                                            | Italia                                                                | 2 – 1                                                                 | Argentina                                                             | Mondiali 1982 - 2º turno                                              | 1                                                                     |                                                                       |
| 5-7-1982                                                              | Barcellona                                                            | Italia                                                                | 3 – 2                                                                 | Brasile                                                               | Mondiali 1982 - 2º turno                                              | -                                                                     |                                                                       |
| 8-7-1982                                                              | Barcellona                                                            | Italia                                                                | 2 – 0                                                                 | Polonia                                                               | Mondiali 1982 - Semifinale                                            | -                                                                     |                                                                       |
| 11-7-1982                                                             | Madrid                                                                | Italia                                                                | 3 – 1                                                                 | Germania Ovest                                                        | Mondiali 1982 - Finale                                                | -                                                                     | [ 40 ]                                                                |
| 27-10-1982                                                            | Roma                                                                  | Italia                                                                | 0 – 1                                                                 | Svizzera                                                              | Amichevole                                                            | -                                                                     |                                                                       |
| 12-2-1983                                                             | Limassol                                                              | Cipro                                                                 | 1 – 1                                                                 | Italia                                                                | Qual. Euro 1984                                                       | -                                                                     |                                                                       |
| 16-4-1983                                                             | Bucarest                                                              | Romania                                                               | 1 – 0                                                                 | Italia                                                                | Qual. Euro 1984                                                       | -                                                                     |                                                                       |
| 29-5-1983                                                             | Göteborg                                                              | Svezia                                                                | 2 – 0                                                                 | Italia                                                                | Qual. Euro 1984                                                       | -                                                                     |                                                                       |
| 5-10-1983                                                             | Bari                                                                  | Italia                                                                | 3 – 0                                                                 | Grecia                                                                | Amichevole                                                            | 1                                                                     | Cap.                                                                  |
| 15-10-1983                                                            | Napoli                                                                | Italia                                                                | 0 – 3                                                                 | Svezia                                                                | Qual. Euro 1984                                                       | -                                                                     | Cap.                                                                  |
| 16-11-1983                                                            | Praga                                                                 | Cecoslovacchia                                                        | 2 – 0                                                                 | Italia                                                                | Qual. Euro 1984                                                       | -                                                                     |                                                                       |
| 22-12-1983                                                            | Perugia                                                               | Italia                                                                | 3 – 1                                                                 | Cipro                                                                 | Qual. Euro 1984                                                       | 1                                                                     | Cap.                                                                  |
| 4-2-1984                                                              | Roma                                                                  | Italia                                                                | 5 – 0                                                                 | Messico                                                               | Amichevole                                                            | -                                                                     |                                                                       |
| 3-3-1984                                                              | Istanbul                                                              | Turchia                                                               | 1 – 2                                                                 | Italia                                                                | Amichevole                                                            | 1                                                                     | Cap.                                                                  |
| 7-4-1984                                                              | Verona                                                                | Italia                                                                | 1 – 1                                                                 | Cecoslovacchia                                                        | Amichevole                                                            | -                                                                     | 46’                                                                   |
| 26-9-1984                                                             | Milano                                                                | Italia                                                                | 1 – 0                                                                 | Svezia                                                                | Amichevole                                                            | 1                                                                     |                                                                       |
| 3-11-1984                                                             | Losanna                                                               | Svizzera                                                              | 1 – 1                                                                 | Italia                                                                | Amichevole                                                            | 1                                                                     |                                                                       |
| 8-12-1984                                                             | Pescara                                                               | Italia                                                                | 2 – 0                                                                 | Polonia                                                               | Amichevole                                                            | -                                                                     |                                                                       |
| 5-2-1985                                                              | Dublino                                                               | Irlanda                                                               | 1 – 2                                                                 | Italia                                                                | Amichevole                                                            | -                                                                     |                                                                       |
| 13-3-1985                                                             | Atene                                                                 | Grecia                                                                | 0 – 0                                                                 | Italia                                                                | Amichevole                                                            | -                                                                     |                                                                       |
| 3-4-1985                                                              | Ascoli Piceno                                                         | Italia                                                                | 2 – 0                                                                 | Portogallo                                                            | Amichevole                                                            | -                                                                     |                                                                       |
| 2-6-1985                                                              | Città del Messico                                                     | Messico                                                               | 1 – 1                                                                 | Italia                                                                | Amichevole                                                            | -                                                                     | 68’                                                                   |
| 6-6-1985                                                              | Città del Messico                                                     | Italia                                                                | 2 – 1                                                                 | Inghilterra                                                           | Amichevole                                                            | -                                                                     | 46’                                                                   |
| 25-9-1985                                                             | Lecce                                                                 | Italia                                                                | 1 – 2                                                                 | Norvegia                                                              | Amichevole                                                            | -                                                                     |                                                                       |
| 16-11-1985                                                            | Chorzów                                                               | Polonia                                                               | 1 – 0                                                                 | Italia                                                                | Amichevole                                                            | -                                                                     |                                                                       |
| 5-2-1986                                                              | Avellino                                                              | Italia                                                                | 1 – 2                                                                 | Germania Ovest                                                        | Amichevole                                                            | -                                                                     | Cap.                                                                  |
| 26-3-1986                                                             | Udine                                                                 | Italia                                                                | 2 – 1                                                                 | Austria                                                               | Amichevole                                                            | -                                                                     |                                                                       |
| 11-5-1986                                                             | Napoli                                                                | Italia                                                                | 2 – 0                                                                 | Cina                                                                  | Amichevole                                                            | -                                                                     |                                                                       |
| 31-5-1986                                                             | Città del Messico                                                     | Italia                                                                | 1 – 1                                                                 | Bulgaria                                                              | Mondiali 1986 - 1º turno                                              | -                                                                     |                                                                       |
| 5-6-1986                                                              | Puebla                                                                | Italia                                                                | 1 – 1                                                                 | Argentina                                                             | Mondiali 1986 - 1º turno                                              | -                                                                     |                                                                       |
| 10-6-1986                                                             | Puebla                                                                | Italia                                                                | 3 – 2                                                                 | Corea del Sud                                                         | Mondiali 1986 - 1º turno                                              | -                                                                     |                                                                       |
| 17-6-1986                                                             | Città del Messico                                                     | Francia                                                               | 2 – 0                                                                 | Italia                                                                | Mondiali 1986 - Ottavi di finale                                      | -                                                                     |                                                                       |
| 15-11-1986                                                            | Milano                                                                | Italia                                                                | 3 – 2                                                                 | Svizzera                                                              | Qual. Euro 1988                                                       | -                                                                     | Cap. 11’                                                              |
| 24-1-1987                                                             | Bergamo                                                               | Italia                                                                | 5 – 0                                                                 | Malta                                                                 | Qual. Euro 1988                                                       | -                                                                     | Cap.                                                                  |
| 14-2-1987                                                             | Lisbona                                                               | Portogallo                                                            | 0 – 1                                                                 | Italia                                                                | Qual. Euro 1988                                                       | -                                                                     | Cap.                                                                  |
| 23-9-1987                                                             | Pisa                                                                  | Italia                                                                | 1 – 0                                                                 | Jugoslavia                                                            | Amichevole                                                            | -                                                                     | Cap. 46’                                                              |
| 17-10-1987                                                            | Berna                                                                 | Svizzera                                                              | 0 – 0                                                                 | Italia                                                                | Qual. Euro 1988                                                       | -                                                                     | Cap.                                                                  |
| Totale                                                                |                                                                       | Presenze (17º posto)                                                  | 73                                                                    |                                                                       | Reti (34º posto)                                                      | 9                                                                     |                                                                       |

#### Record
- Difensore italiano con più gol realizzati in nazionale (9).[6]

### Statistiche da allenatore

#### Club
| Stagione        | Squadra         | Campionato      | Campionato | Campionato | Campionato | Campionato | Coppe nazionali | Coppe nazionali | Coppe nazionali | Coppe nazionali | Coppe nazionali | Coppe continentali | Coppe continentali | Coppe continentali | Coppe continentali | Coppe continentali | Altre coppe | Altre coppe | Altre coppe | Altre coppe | Altre coppe | Totale | Totale | Totale | Totale | % Vittorie | Piazzamento |
| Stagione        | Squadra         | Comp            | G          | V          | N          | P          | Comp            | G               | V               | N               | P               | Comp               | G                  | V                  | N                  | P                  | Comp        | G           | V           | N           | P           | G      | V      | N      | P      | %          | Piazzamento |
| --------------- | --------------- | --------------- | ---------- | ---------- | ---------- | ---------- | --------------- | --------------- | --------------- | --------------- | --------------- | ------------------ | ------------------ | ------------------ | ------------------ | ------------------ | ----------- | ----------- | ----------- | ----------- | ----------- | ------ | ------ | ------ | ------ | ---------- | ----------- |
| 2000-2001       | Arezzo          | C1              | 34+2       | 16         | 6          | 12+2       | CI-C            | 4               | 1               | 2               | 1               | -                  | -                  | -                  | -                  | -                  | -           | -           | -           | -           | -           | 40     | 17     | 8      | 15     | 42,50      | 4º          |
| ago.-ott. 2001  | Crotone         | B               | 8          | 2          | 2          | 4          | CI              | 3               | 0               | 1               | 2               | -                  | -                  | -                  | -                  | -                  | -           | -           | -           | -           | -           | 11     | 2      | 3      | 6      | 18,18      | Eson.       |
| feb.-mag. 2004  | Pisa            | C1              | 13         | 7          | 4          | 2          | CI+CI-C         | 0               | 0               | 0               | 0               | -                  | -                  | -                  | -                  | -                  | -           | -           | -           | -           | -           | 13     | 7      | 4      | 2      | 53,85      | Sub. 8º     |
| ago.-nov. 2004  | Pisa            | C1              | 10         | 3          | 3          | 4          | CI-C            | 5               | 3               | 2               | 0               | -                  | -                  | -                  | -                  | -                  | -           | -           | -           | -           | -           | 15     | 6      | 5      | 4      | 40,00      | Eson.       |
| Totale Pisa     | Totale Pisa     | Totale Pisa     | 23         | 10         | 7          | 6          |                 | 5               | 3               | 2               | 0               |                    | -                  | -                  | -                  | -                  |             | -           | -           | -           | -           | 28     | 13     | 9      | 6      | 46,43      |             |
| 2005-2006       | Novara          | C1              | 34         | 12         | 12         | 10         | CI-C            | 7               | 6               | 0               | 1               | -                  | -                  | -                  | -                  | -                  | -           | -           | -           | -           | -           | 41     | 18     | 12     | 11     | 43,90      | 8º          |
| Totale carriera | Totale carriera | Totale carriera | 101        | 40         | 27         | 34         |                 | 19              | 10              | 5               | 4               |                    | -                  | -                  | -                  | -                  |             | -           | -           | -           | -           | 120    | 50     | 32     | 38     | 41,67      |             |

#### Nazionale(femminile)
| Squadra | Naz               | dal            | al             | Record | Record | Record | Record     | Record | Record | Record | Record |
| G       | V                 | N              | P              | GF     | GS     | DR     | Vittorie % |        |        |        |        |
| ------- | ----------------- | -------------- | -------------- | ------ | ------ | ------ | ---------- | ------ | ------ | ------ | ------ |
| Italia  | Italia (bandiera) | 14 maggio 2012 | 25 luglio 2017 | 61     | 28     | 10     | 23         | 141    | 87     | +54    | 45,90  |

#### Nazionale nel dettaglio (femminile)
Statistiche aggiornate al 29 giugno 2019
| 2012             | Italia        | Qual. Euro 2013                      | Subentrato, 1º nel Gruppo 6, qualificato | 3  | 2  | 1  | 0  | 66,67 | 10  | 0  | +10 |
| 2013             | Italia        | Cyprus Cup 2013                      | 9º                                       | 4  | 1  | 0  | 3  | 25,00 | 4   | 6  | -2  |
| 2013             | Italia        | Euro 2013                            | Quarti di finale                         | 4  | 1  | 1  | 2  | 25,00 | 3   | 5  | -2  |
| 2013             | Italia        | Qual. Mondiale 2015                  | 2º nel Gruppo 2, non qualificato         | 3  | 2  | 0  | 1  | 66,67 | 6   | 3  | +3  |
| 2014             | Italia        | Qual. Mondiale 2015                  | 2º nel Gruppo 2, non qualificato         | 11 | 7  | 3  | 1  | 63,64 | 48  | 8  | +40 |
| 2014             | Italia        | Cyprus Cup 2014                      | 8º                                       | 4  | 0  | 1  | 3  | &0,00 | 4   | 11 | -7  |
| 2015             | Italia        | Cyprus Cup 2015                      | 4º                                       | 4  | 2  | 0  | 2  | 50,00 | 7   | 7  | 0   |
| 2015             | Italia        | Qual. Euro 2017                      | 2º nel Gruppo 2, qualificato             | 3  | 2  | 0  | 1  | 66,67 | 9   | 4  | +5  |
| 2016             | Italia        | Qual. Euro 2017                      | 2º nel Gruppo 2, qualificato             | 5  | 4  | 0  | 1  | 80,00 | 17  | 4  | 0   |
| 2016             | Italia        | Cyprus Cup 2016                      | 3º                                       | 4  | 2  | 2  | 0  | 50,00 | 6   | 2  | +4  |
| 2016             | Italia        | Torneio Internacional de Manaus 2016 | Fase a gironi                            | 4  | 2  | 0  | 2  | 50,00 | 10  | 8  | +2  |
| 2017             | Italia        | Cyprus Cup 2017                      | 11º                                      | 4  | 1  | 0  | 3  | 25,00 | 7   | 15 | -8  |
| 2017             | Italia        | Euro 2017                            | 4º nel Girone B                          | 3  | 1  | 0  | 2  | 33,33 | 5   | 6  | -1  |
| Dal 2012 al 2017 | Italia        | Amichevoli                           |                                          | 5  | 1  | 2  | 2  | 20,00 | 5   | 6  | -1  |
| Totale Italia    | Totale Italia | Totale Italia                        | Totale Italia                            | 61 | 28 | 10 | 23 | 45,90 | 141 | 87 | +54 |

#### Panchine da commissario tecnico della nazionale italiana femminile
| Cronologia completa delle presenze e delle reti in nazionale ― Italia | Cronologia completa delle presenze e delle reti in nazionale ― Italia | Cronologia completa delle presenze e delle reti in nazionale ― Italia | Cronologia completa delle presenze e delle reti in nazionale ― Italia | Cronologia completa delle presenze e delle reti in nazionale ― Italia | Cronologia completa delle presenze e delle reti in nazionale ― Italia | Cronologia completa delle presenze e delle reti in nazionale ― Italia                                                                    | Cronologia completa delle presenze e delle reti in nazionale ― Italia |
| Data                                                                  | Città                                                                 | In casa                                                               | Risultato                                                             | Ospiti                                                                | Competizione                                                          | Reti | Note                                                                  |
| --------------------------------------------------------------------- | --------------------------------------------------------------------- | --------------------------------------------------------------------- | --------------------------------------------------------------------- | --------------------------------------------------------------------- | --------------------------------------------------------------------- | --- | --------------------------------------------------------------------- |
| 16-6-2012                                                             | Torino                                                                | Italia                                                                | 9 – 0                                                                 | Macedonia                                                             | Qual. Euro 2013                                                       | 3 Patrizia Panico 2 Raffaella Manieri Sandy Iannella Elisa Camporese Daniela Sabatino Elisabetta Tona                                    | Cap: P. Panico                                                        |
| 16-9-2012                                                             | San Benedetto del Tronto                                              | Italia                                                                | 1 – 0                                                                 | Polonia                                                               | Qual. Euro 2013                                                       | Patrizia Panico | Cap: P. Panico                                                        |
| 19-9-2012                                                             | Atene                                                                 | Grecia                                                                | 0 – 0                                                                 | Italia                                                                | Qual. Euro 2013                                                       | - | Cap: G. Domenichetti                                                  |
| 6-3-2013                                                              | Nicosia                                                               | Inghilterra                                                           | 4 – 2                                                                 | Italia                                                                | Cyprus Cup 2013 - Girone                                              | 2 Elisa Camporese |                                                                       |
| 8-3-2013                                                              | Larnaca                                                               | Italia                                                                | 0 – 2                                                                 | Nuova Zelanda                                                         | Cyprus Cup 2013 - Girone                                              | - |                                                                       |
| 11-3-2013                                                             | Larnaca                                                               | Italia                                                                | 1 – 2                                                                 | Scozia                                                                | Cyprus Cup 2013 - Girone                                              | Sara Gama |                                                                       |
| 13-3-2013                                                             | Larnaca                                                               | Corea del Sud                                                         | 0 – 1                                                                 | Italia                                                                | Cyprus Cup 2013 - 9º/10º posto                                        | Barbara Bonansea |                                                                       |
| 7-4-2013                                                              | Sankt Veit an der Glan                                                | Austria                                                               | 1 – 3                                                                 | Italia                                                                | Amichevole                                                            | - |                                                                       |
| 10-7-2013                                                             | Halmstad                                                              | Italia                                                                | 0 – 0                                                                 | Finlandia                                                             | Euro 2013 - Girone                                                    | - | Cap: P. Panico                                                        |
| 13-7-2013                                                             | Halmstad                                                              | Italia                                                                | 2 – 1                                                                 | Danimarca                                                             | Euro 2013 - Girone                                                    | Melania Gabbiadini Ilaria Mauro | Cap: P. Panico                                                        |
| 16-7-2013                                                             | Halmstad                                                              | Svezia                                                                | 3 – 1                                                                 | Italia                                                                | Euro 2013 - Girone                                                    | Melania Gabbiadini | Cap: R. D'Adda                                                        |
| 21-7-2013                                                             | Växjö                                                                 | Italia                                                                | 0 – 1                                                                 | Germania                                                              | Euro 2013 - Quarti di finale                                          | - | Cap: P. Panico                                                        |
| 20-9-2013                                                             | Tallinn                                                               | Estonia                                                               | 1 – 5                                                                 | Italia                                                                | Qual. Mondiali 2015                                                   | Ilaria Mauro 2 Melania Gabbiadini Martina Rosucci Barbara Bonansea                                                                       | Cap: A. Tuttino                                                       |
| 26-9-2013                                                             | Bassano del Grappa                                                    | Italia                                                                | 1 – 0                                                                 | Romania                                                               | Qual. Mondiali 2015                                                   | Cristiana Girelli | Cap: A. Tuttino                                                       |
| 31-10-2013                                                            | San Sebastián de los Reyes                                            | Spagna                                                                | 2 – 0                                                                 | Italia                                                                | Qual. Mondiali 2015                                                   | - | Cap: A. Tuttino                                                       |
| 13-2-2014                                                             | Novara                                                                | Italia                                                                | 6 – 1                                                                 | Rep. Ceca                                                             | Qual. Mondiali 2015                                                   | 2 Melania Gabbiadini Raffaella Manieri Barbara Bonansea Giulia Domenichetti Patrizia Panico                                              | Cap: P. Panico                                                        |
| 5-3-2014                                                              | Larnaca                                                               | Inghilterra                                                           | 2 – 0                                                                 | Italia                                                                | Cyprus Cup 2014 - Girone                                              | - |                                                                       |
| 7-3-2014                                                              | Larnaca                                                               | Italia                                                                | 1 – 3                                                                 | Canada                                                                | Cyprus Cup 2014 - Girone                                              | Cristiana Girelli |                                                                       |
| 10-3-2014                                                             | Larnaca                                                               | Italia                                                                | 1 – 1                                                                 | Finlandia                                                             | Cyprus Cup 2014 - Girone                                              | Patrizia Panico |                                                                       |
| 12-3-2014                                                             | Paralimni                                                             | Australia                                                             | 5 – 2                                                                 | Italia                                                                | Cyprus Cup 2014 - 7º/8º posto                                         | Alessia Tuttino Patrizia Panico |                                                                       |
| 5-4-2014                                                              | Vicenza                                                               | Italia                                                                | 0 – 0                                                                 | Spagna                                                                | Qual. Mondiali 2015                                                   | - | Cap: P. Panico                                                        |
| 10-4-2014                                                             | Cluj-Napoca                                                           | Romania                                                               | 1 – 2                                                                 | Italia                                                                | Qual. Mondiali 2015                                                   | Patrizia Panico Melania Gabbiadini | Cap: P. Panico                                                        |
| 8-5-2014                                                              | Skopje                                                                | Macedonia                                                             | 0 – 11                                                                | Italia                                                                | Qual. Mondiali 2015                                                   | Patrizia Panico 3 Cristiana Girelli Raffaella Manieri 2 Melania Gabbiadini Barbara Bonansea Marta Carissimi Paola Brumana Silvia Fuselli | Cap: P. Panico                                                        |
| 16-6-2014                                                             | Praga                                                                 | Rep. Ceca                                                             | 0 – 4                                                                 | Italia                                                                | Qual. Mondiali 2015                                                   | 2 Patrizia Panico (1 rig.) Melania Gabbiadini Raffaella Manieri                                                                          | Cap: P. Panico                                                        |
| 13-9-2014                                                             | Vercelli                                                              | Italia                                                                | 4 – 0                                                                 | Estonia                                                               | Qual. Mondiali 2015                                                   | Barbara Bonansea Inna Zlidnis (aut.) Valentina Cernoia Raffaella Manieri                                                                 | Cap: P. Panico                                                        |
| 17-9-2014                                                             | Vercelli                                                              | Italia                                                                | 15 – 0                                                                | Macedonia                                                             | Qual. Mondiali 2015                                                   | 6 Daniela Sabatino Elisa Camporese 2 Patrizia Panico Alessia Tuttino 3 Barbara Bonansea Valentina Cernoia Roberta D'Adda                 | Cap: P. Panico                                                        |
| 25-10-2014                                                            | Rieti                                                                 | Italia                                                                | 2 – 1                                                                 | Ucraina                                                               | Qual. Mondiali 2015 - Semif. Play-off                                 | Valentina Cernoia Melania Gabbiadini | Cap: P. Panico                                                        |
| 29-10-2014                                                            | Leopoli                                                               | Ucraina                                                               | 2 – 2                                                                 | Italia                                                                | Qual. Mondiali 2015 - Semif. Play-off                                 | Melania Gabbiadini Patrizia Panico | Cap: P. Panico                                                        |
| 22-11-2014                                                            | L'Aia                                                                 | Paesi Bassi                                                           | 1 – 1                                                                 | Italia                                                                | Qual. Mondiali 2015 - Fin. Play-off                                   | Melania Gabbiadini | Cap: P. Panico                                                        |
| 26-11-2014                                                            | Verona                                                                | Italia                                                                | 1 – 2                                                                 | Paesi Bassi                                                           | Qual. Mondiali 2015 - Fin. Play-off                                   | Stefanie van der Gragt (aut.) | Cap: P. Panico                                                        |
| 4-3-2015                                                              | Nicosia                                                               | Corea del Sud                                                         | 1 – 2                                                                 | Italia                                                                | Cyprus Cup 2015 - Girone                                              | Barbara Bonansea Alia Guagni |                                                                       |
| 6-3-2015                                                              | Larnaca                                                               | Italia                                                                | 3 – 2                                                                 | Scozia                                                                | Cyprus Cup 2015 - Girone                                              | 2 Cristiana Girelli Stefania Tarenzi |                                                                       |
| 9-3-2015                                                              | Nicosia                                                               | Italia                                                                | 0 – 1                                                                 | Canada                                                                | Cyprus Cup 2015 - Girone                                              | - |                                                                       |
| 11-3-2015                                                             | Larnaca                                                               | Italia                                                                | 2 – 3                                                                 | Messico                                                               | Cyprus Cup 2015 - 3º/4º posto                                         | Valentina Cernoia Alia Guagni |                                                                       |
| 28-5-2015                                                             | Nagano                                                                | Giappone                                                              | 1 – 0                                                                 | Italia                                                                | Amichevole                                                            | - |                                                                       |
| 18-9-2015                                                             | La Spezia                                                             | Italia                                                                | 6 – 1                                                                 | Georgia                                                               | Qual. Euro 2017                                                       | Valentina Cernoia Manuela Giugliano Raffaella Manieri Daniela Sabatino 2 Cristiana Girelli                                               | Cap: M. Gabbiadini                                                    |
| 24-10-2015                                                            | Cesena                                                                | Italia                                                                | 0 – 3                                                                 | Svizzera                                                              | Qual. Euro 2017                                                       | - | Cap: M. Gabbiadini                                                    |
| 27-10-2015                                                            | Chomutov                                                              | Rep. Ceca                                                             | 0 – 3                                                                 | Italia                                                                | Qual. Euro 2017                                                       | Ilaria Mauro Raffaella Manieri (aut.) Elisa Bartoli                                                                                      | Cap: S. Gama                                                          |
| 3-12-2015                                                             | Guiyang                                                               | Cina                                                                  | 1 – 1                                                                 | Italia                                                                | Amichevole                                                            | - |                                                                       |
| 6-12-2015                                                             | Qujing                                                                | Cina                                                                  | 2 – 0                                                                 | Italia                                                                | Amichevole                                                            | - |                                                                       |
| 2-3-2016                                                              | Dherynia                                                              | Ungheria                                                              | 0 – 2                                                                 | Italia                                                                | Cyprus Cup 2016 - Girone                                              | Melania Gabbiadini Daniela Sabatino |                                                                       |
| 4-3-2016                                                              | Larnaca                                                               | Italia                                                                | 1 – 1                                                                 | Irlanda                                                               | Cyprus Cup 2016 - Girone                                              | Marta Carissimi |                                                                       |
| 7-3-2016                                                              | Larnaca                                                               | Italia                                                                | 0 – 0                                                                 | Austria                                                               | Cyprus Cup 2016 - Girone                                              | - |                                                                       |
| 9-3-2016                                                              | Larnaca                                                               | Italia                                                                | 3 – 1                                                                 | Rep. Ceca                                                             | Cyprus Cup 2016 - 3º/4º posto                                         | Alia Guagni Barbara Bonansea Cristiana Girelli                                                                                           |                                                                       |
| 9-4-2016                                                              | Bienne                                                                | Svizzera                                                              | 2 – 1                                                                 | Italia                                                                | Qual. Euro 2017                                                       | Alice Parisi | Cap: S. Gama                                                          |
| 12-4-2016                                                             | Reggio Emilia                                                         | Italia                                                                | 3 – 1                                                                 | Irlanda del Nord                                                      | Qual. Euro 2017                                                       | Daniela Sabatino Ilaria Mauro Daniela Stracchi                                                                                           | Cap: S. Gama                                                          |
| 7-6-2016                                                              | Gori                                                                  | Georgia                                                               | 0 – 7                                                                 | Italia                                                                | Qual. Euro 2017                                                       | Raffaella Manieri 2 Barbara Bonansea Daniela Sabatino Ilaria Mauro 2 Cristiana Girelli (1 rig.)                                          | Cap: S. Gama                                                          |
| 16-9-2016                                                             | Lurgan                                                                | Irlanda del Nord                                                      | 0 – 3                                                                 | Italia                                                                | Qual. Euro 2017                                                       | 2 Cristiana Girelli Melania Gabbiadini                                                                                                   | Cap: M. Gabbiadini                                                    |
| 20-9-2016                                                             | Vercelli                                                              | Italia                                                                | 3 – 1                                                                 | Rep. Ceca                                                             | Qual. Euro 2017                                                       | 2 Ilaria Mauro Alia Guagni | Cap: M. Gabbiadini                                                    |
| 7-12-2016                                                             | Manaus                                                                | Russia                                                                | 0 – 3                                                                 | Italia                                                                | Torneio Internacional 2016 - Girone                                   | Sara Gama Valentina Bergamaschi Melania Gabbiadini                                                                                       |                                                                       |
| 11-12-2016                                                            | Manaus                                                                | Italia                                                                | 3 – 0                                                                 | Costa Rica                                                            | Torneio Internacional 2016 - Girone                                   | Melania Gabbiadini Martina Piemonte Ilaria Mauro                                                                                         |                                                                       |
| 14-12-2016                                                            | Manaus                                                                | Brasile                                                               | 3 – 1                                                                 | Italia                                                                | Torneio Internacional 2016 - Girone                                   | Alice Parisi |                                                                       |
| 18-12-2016                                                            | Manaus                                                                | Brasile                                                               | 5 – 3                                                                 | Italia                                                                | Torneio Internacional 2016 - Girone                                   | Ilaria Mauro Melania Gabbiadini Barbara Bonansea                                                                                         |                                                                       |
| 1-3-2017                                                              | Nicosia                                                               | Corea del Nord                                                        | 3 – 0                                                                 | Italia                                                                | Cyprus Cup 2017 - Girone                                              | - |                                                                       |
| 3-3-2017                                                              | Larnaca                                                               | Italia                                                                | 1 – 4                                                                 | Belgio                                                                | Cyprus Cup 2017 - Girone                                              | Daniela Sabatino |                                                                       |
| 6-3-2017                                                              | Larnaca                                                               | Italia                                                                | 0 – 6                                                                 | Svizzera                                                              | Cyprus Cup 2017 - Girone                                              | - |                                                                       |
| 8-3-2017                                                              | Larnaca                                                               | Italia                                                                | 6 – 2                                                                 | Rep. Ceca                                                             | Cyprus Cup 2017 - 11º/12º posto                                       | 2 Cristiana Girelli Alice Parisi Barbara Bonansea Melania Gabbiadini Manuela Giugliano                                                   |                                                                       |
| 7-4-2017                                                              | Stoke-on-Trent                                                        | Inghilterra                                                           | 1 – 1                                                                 | Italia                                                                | Amichevole                                                            | Valentina Cernoia |                                                                       |
| 17-7-2017                                                             | Rotterdam                                                             | Italia                                                                | 1 – 2                                                                 | Russia                                                                | Euro 2017 - Girone                                                    | Ilaria Mauro | Cap: M. Gabbiadini                                                    |
| 21-7-2017                                                             | Tilburg                                                               | Germania                                                              | 2 – 1                                                                 | Italia                                                                | Euro 2017 - Girone                                                    | Ilaria Mauro | Cap: M. Gabbiadini                                                    |
| 25-7-2017                                                             | Doetinchem                                                            | Svezia                                                                | 2 – 3                                                                 | Italia                                                                | Euro 2017 - Girone                                                    | 2 Daniela Sabatino Cristiana Girelli | Cap: M. Gabbiadini                                                    |
| Totale                                                                |                                                                       | Presenze                                                              | 61                                                                    |                                                                       | Reti                                                                  | 141 |                                                                       |

## Palmarès

### Giocatore

#### Club

##### Competizioni nazionali
- Campionato italiano: 6

Juventus: 1976-1977, 1977-1978, 1980-1981, 1981-1982, 1983-1984, 1985-1986
- Coppa Italia: 2

Juventus: 1978-1979, 1982-1983

##### Competizioni internazionali
- Coppa UEFA: 1

Juventus: 1976-1977
- Coppa delle Coppe: 1

Juventus: 1983-1984
- Supercoppa UEFA: 1

Juventus: 1984
- Coppa dei Campioni: 1

Juventus: 1984-1985
- Coppa Intercontinentale: 1

Juventus: 1985

#### Nazionale
- Campionato mondiale: 1

Spagna 1982

#### Individuale
- Miglior giovane del campionato mondiale: 1

Argentina 1978
- Candidato al Dream Team del Pallone d'oro (2020)
- Inserito nella Hall of Fame del calcio italiano nella categoria Veterano Italiano

2021

## Opere
- Io, Antonio, Milano, Sonzogno, 1988, SBN CFI0124255.
- Ricatto perfetto, Roma, Il filo, 2008, ISBN 978-88-567-0663-5.
- Non aver paura di tirare un calcio di rigore, Milano, BUR Rizzoli, 2014, ISBN 978-88-17-07446-9.
- Ti racconto i campioni della Juventus. I fuoriclasse che hanno fatto la storia del club bianconero, illustrazioni di Paolo Castaldi, Milano, Gribaudo, 2021, ISBN 978-88-580-2940-4.

### Postfazioni
- Emilio Targia, Quella notte all'Heysel, prefazione di Sandro Veronesi, Milano, Sperling & Kupfer, 2015, ISBN 978-88-200-5841-8.